# Ernest Mandel
Ernest Mandel (Francoforte sul Meno, 5 aprile 1923 – Bruxelles, 20 luglio 1995) è stato un economista, politologo e politico belga, tra i maggiori economisti di scuola marxista, oltreché uno dei più importanti teorici trotskisti.

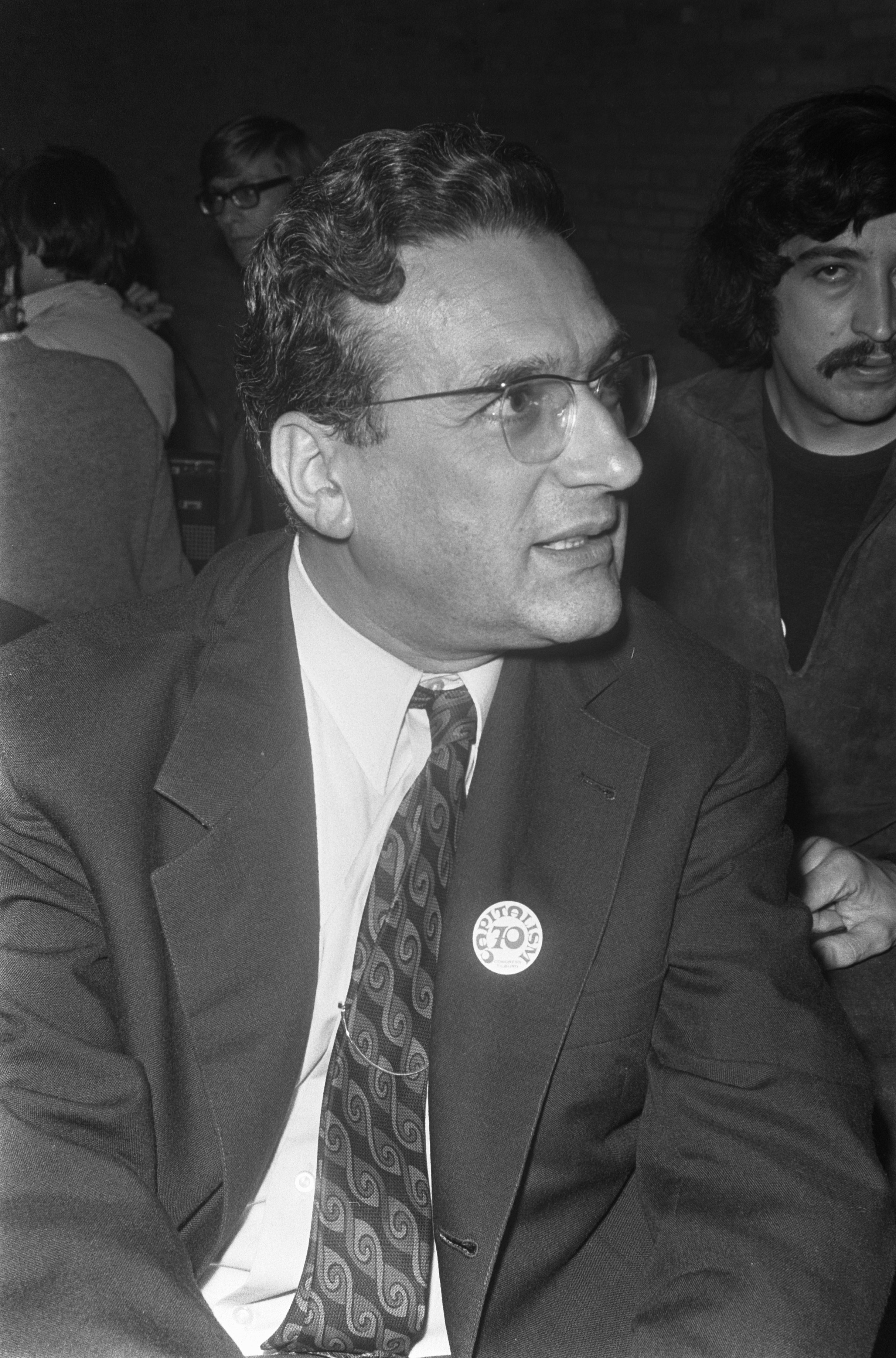
Ernest Mandel nel 1970

È ricordato per le sue numerose opere di divulgazione scientifica della teoria economico-politica marxista (estremamente compiute e precise e, allo stesso tempo, molto accessibili), mentre, in ambito di ricerca strettamente economico, il suo contributo maggiore riguarda la teoria delle onde lunghe nelle crisi cicliche del capitalismo, in cui rielabora i pioneristici studi in materia dell'economista sovietico Nikolai Kondratiev.
Teorico del socialismo e, a volte con Michel Pablo, membro di spicco della Quarta Internazionale. Dal 1970 fino al suo pensionamento (1988), Mandel insegnò alla Vrijen Universiteit di Bruxelles. Quando nel 1972 fu nominato professore di economia politica alla Libera Università di Berlino, l'allora ministro dell'Interno, Hans-Dietrich Genscher, gli impose un divieto di viaggio. Venne descritto come uno dei "sostenitori delle rivolte del maggio 1968 in Francia". Nel 1977, Mandel divenne membro del PEN Centre Germany. Per le sue lezioni a Cambridge sulle onde lunghe dello sviluppo capitalistico, ebbe il premio Alfred Marshall dell'università nel 1978. Misurato dalla distribuzione dei suoi numerosi libri, fu l'autore belga di maggior successo del XX secolo dopo Georges Simenon e Hergé.
Tra i punti focali del lavoro teorico di Mandel c'erano le contraddizioni del capitalismo contemporaneo, le opportunità per l'emergere di movimenti rivoluzionari di massa, i problemi della strategia socialista e la preoccupazione per la burocrazia e gli sviluppi stalinisti in Unione Sovietica e in altri paesi socialisti.  Come uno dei protagonisti del trotskismo dell'Europa occidentale, Mandel fu politicamente critico sia dell'"Ortodossia di Mosca" che dei partiti comunisti nell'Europa occidentale, vedendosi come un rappresentante di un "marxismo aperto" non dogmatico. 

## Biografia
Mandel nacque a Francoforte sul Meno, in Germania, da genitori polacchi di origine ebraica, Henri e Rosa Mandel: il padre fu coinvolto nella Lega Spartachista di Rosa Luxemburg e Karl Liebknecht, e tra i suoi amici c'era il bolscevico Karl Radek. Poco dopo la nascita di Ernest Mandel a Francoforte sul Meno, la famiglia si trasferì ad Anversa, nelle Fiandre (in Belgio), che a quel tempo aveva una comunità ebraica numericamente significativa e una grande colonia di emigranti. Attratto sin da giovane dalle teorie marxiste, anche a causa del clima famigliare (conobbe a Anversa numerosi amici e parenti del padre fuggiti dalle persecuzioni politiche o razziste dalla Germania nazista e in seguito anche dall'Austria) Mandel rimase disgustato, già quando era studente delle superiori, sia dalla socialdemocrazia che dallo stalinismo, e sotto l'influenza della guerra civile spagnola, iniziò ad essere politicamente attivo nel 1937 nell'ambiente di una delle piccole organizzazioni trotskiste presenti in Belgio, il PSR (Partito Socialista Révolutionnaire), e ne divenne membro nel 1938. A quel tempo, il PSR era la sezione belga della Quarta Internazionale, proclamata nel 1938 da Leon Trotsky e dai suoi seguaci. Si iscrisse un anno più tardi, nel 1939, divenendo amico di Abraham Léon, che aveva conosciuto in seno al movimento socialista sionista Hashomer Hatzair: le sue posizioni sui temi dell'ebraismo e del sionismo esercitarono su di lui una raguardevole influenza.
Dopo l'inizio della seconda guerra mondiale e l'occupazione del Belgio da parte delle truppe tedesche nel 1940, nell'autunno del 1941 Mandel dovette abbandonare gli studi, che aveva appena iniziato all'Université Libre di Bruxelles, perché l'università era stata chiusa dalla potenza occupante. Nel dicembre 1941, Ernest Mandel entrò in clandestinità e da allora in poi fu attivo nella resistenza antifascista, scrivendo volantini e articoli, anche per gli opuscoli illegali di suo padre (ad esempio Het Vrije Woord), che si guadagnava da vivere come clandestino. Sebbene arrestato più volte, nel dicembre 1942 e nel marzo 1944, e imprigionato nelle carceri belghe, riuscì a fuggire due volte e fu infine liberato dagli Alleati nell'aprile 1945 dal campo di concentramento di Flossenbürg, dove era stato deportato nel 1944.
Durante i periodi in cui era libero, Mandel continuò il suo lavoro politico clandestino; nel 1942 fu eletto all'Ufficio Politico del PCR (Partito Comunista Rivoluzionario, come si chiamava ora il PSR). Nel novembre 1943 si recò illegalmente a Parigi accompagnato da Martin Monath e partecipò a una conferenza segreta di trotskisti europei nel febbraio 1944. Al termine della guerra divenne uno dei leader chiave della nuova direzione internazionale che Michel Pablo ed altri stavano ricostituendo in seno al movimento trotskista. Si distinse fin da subito come redattore dei testi, organizzatore infaticabile e teorico competente. Nel 1946, a soli 23 anni, Mandel fu eletto nel Segretariato Internazionale. Durante questo periodo diede significativi contributi su due questioni importanti che la direzione internazionale doveva fronteggiare: la guerra arabo-israeliana in Palestina e l'ambigua natura della struttura di classe dell'Unione Sovietica. 

### Dopo la seconda guerra mondiale
Alla fine della seconda guerra mondiale, Mandel aveva già un ruolo importante nella Quarta Internazionale. I suoi articoli apparvero su riviste trotskiste belghe e bollettini interni, così come sulla Quatrième Internationale francese, l'organo della direzione della Quarta Internazionale. Dal 1946 in poi, il suo nome e i suoi pseudonimi apparvero sempre più frequentemente anche negli organi di stampa trotskisti americani e internazionali.
Mandel fu membro dei più alti organi di governo della Quarta Internazionale senza interruzioni (1943-1995) e fu presto considerato come il più noto sostenitore del trotskismo, insieme a Isaac Deutscher. Negli anni '50, propagò la tattica del cosiddetto entrismo, che cercava l'ingresso dei trotskisti nei partiti di massa socialdemocratici, socialisti o comunisti dei rispettivi paesi, con l'obiettivo di costruire una corrente decisamente di sinistra in questi partiti e, a lungo termine, conquistare la maggioranza del partito al marxismo rivoluzionario. Praticando lui stesso questa teoria, Mandel divenne membro del PSB (Partito Socialista Belga) socialdemocratico nel 1950.
Tra gli anni quaranta e gli anni cinquanta, parallelamente alla sua attività politica,  scrisse su molti giornali, tra cui Het Parool di Amsterdam, Le Peuple (1954-58) e La Wallonie (1958-66), entrambi belgi, i parigini l'Observateur e l'Agence France-Presse. Nel 1956 fondò, assieme ad alcuni membri dell'ala di sinistra del Partito Socialista belga, il settimanale La Gauche, pubblicato a Bruxelles, e il suo omologo fiammingo Links. Come giornalista, Mandel si occupò principalmente di questioni di politica sociale ed economica, anche di questioni di politica interna ed estera. 
Inoltre, diventò consigliere del dirigente della Fédération Générale du Travail de Belgique André Renard.
Dopo che il PSB dichiarò la sua partecipazione a La Gauche e Links incompatibile con l'appartenenza al partito in un congresso del 1964, Mandel e altri esponenti della sinistra radicale lasciarono il PSB. Mandel rimase caporedattore di La Gauche, che fu letto al di fuori della cerchia dei seguaci organizzati del trotskismo e in seguito divenne un organo della riorganizzata sezione belga della Quarta Internazionale.
Negli anni '60 pubblicò opere di teoria economica marxista e altre di divulgazione sullo stesso tema. All'inizio degli anni '70, ha definito una "terza età del capitalismo". Dopo un'epoca di concorrenza, è arrivata un'epoca monopolistica e imperialista: l'imperialismo è lo "stadio più alto del capitalismo", secondo Lenin. Questa epoca è continuata nel secondo dopoguerra, ma l'accumulazione del capitale non ha più causato principalmente l'esportazione di capitale fisso dai paesi imperialisti verso la periferia, ma piuttosto lo scambio ineguale tra il centro imperialista e i paesi che vendono prodotti primari. Egli riprende le teorie dei cicli di Kondratiev, modificandole da un punto di vista marxista: per lui, la storia del capitalismo industriale non è altro che il susseguirsi di ondate di stagnazione o di accumulazione accelerata di capitale che può essere spiegata dalle fluttuazioni del saggio del profitto. La lunga fase di espansione scatenatasi dopo il 1945 non può che portare a un'inversione di tendenza e a un periodo di crisi del capitalismo, segnato da recessioni e crisi.

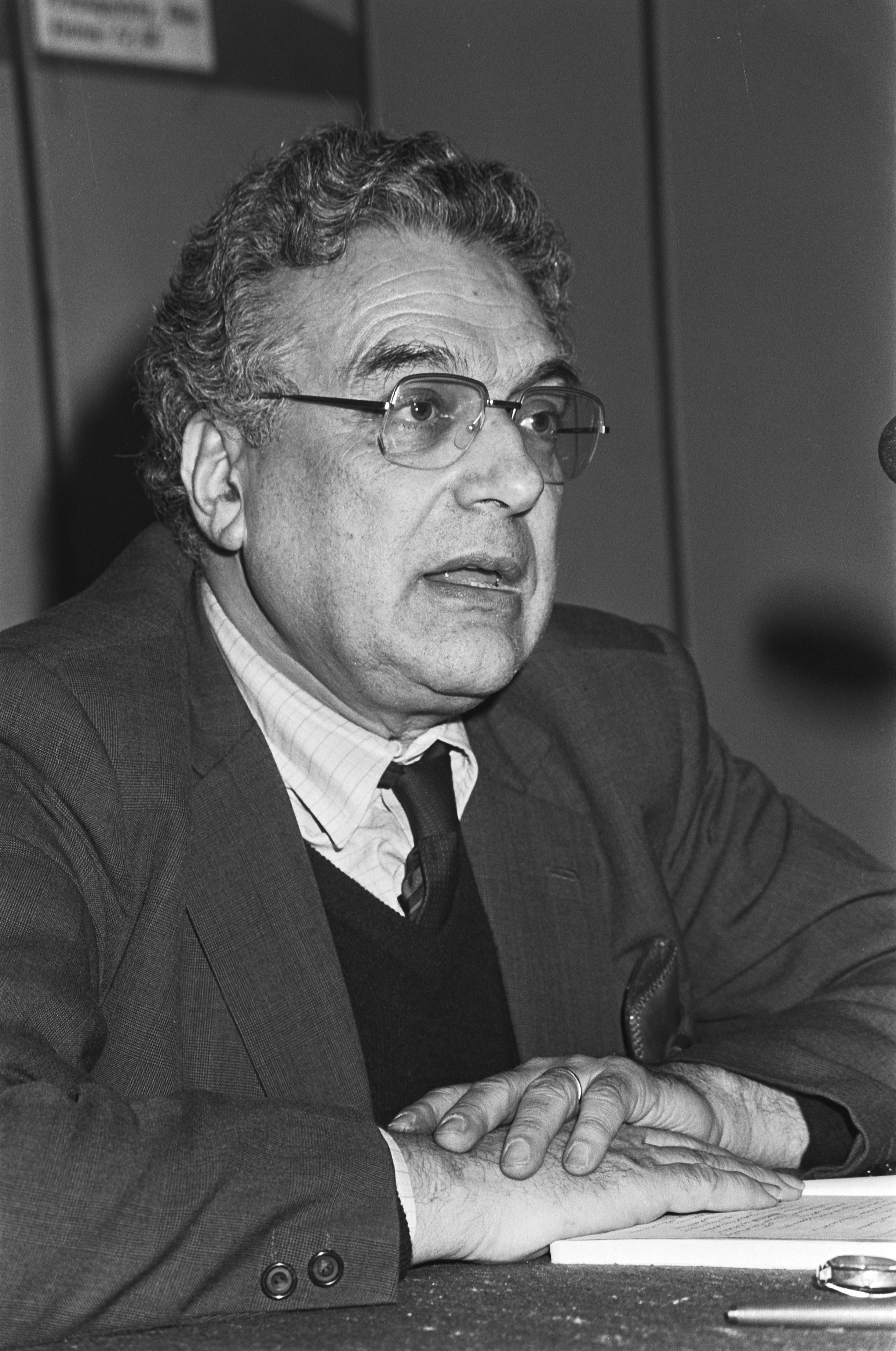
Ernst Mandel

Nel 1963, figura tra i principali artefici della costituzione del Segretariato Unificato della Quarta Internazionale, la cui sezione più importante è la francese LCR; in Italia, invece, vi sono i Gruppi Comunisti Rivoluzionari (GCR), poi LCR. Dopo la rottura con Pablo nel 1964, Mandel diventerà dirigente incontrastato della Quarta Internazionale.
Lo stesso anno è espulso, con molti altri, dal Partito Socialista belga. Prende parte alla creazione del Parti wallon des travailleurs e, nel 1971, della Ligue révolutionnaire des travailleurs , che diventerà poi la sezione belga della Quarta Internazionale. Nel 1972, consegue il dottorato di ricerca in economia presso l'Università di Berlino e, nel 1978, diventa docente d'economia presso la Vrije Universiteit di Bruxelles.
Nel 1982, con Livio Maitan ed il sostegno della Quarta Internazionale, creò l'Istituto Internazionale per la ricerca e la formazione.
Morì a Bruxelles nel 1995, in seguito ad una crisi cardiaca.

## Opere
- Cos'e la teoria marxista dell'economia?, Samonà e Savelli, Roma 1969.
- La formazione del pensiero economico di Karl Marx dal 1843 alla redazione del Capitale, Laterza, Bari 1970.
- Trattato marxista di economia, Massari 1997.
- Il marxismo di Trockij, De Donato, Roma 1970.
- Il Partito leninista, con Livio Maitan, Edizioni di bandiera rossa, Roma 1972.
- La crisi. Una risposta marxista alle congiunture attuali, Salamandra, Roma 1978.
- La burocrazia, Edizioni bandiera rossa, Roma, 1978.
- Delitti per diletto, Interno giallo srl, Milano, 1990; ripubblicato in Italia nel 2013 con il titolo: Il romanzo poliziesco. Una storia sociale, Edizioni Alegre, Roma.
- Introduzione alla teoria economica marxista, Massari, Roma 1992.
- Ottobre 1917: storia e significato di una rivoluzione, Datanews, Roma 1993.
- Il significato della Seconda guerra mondiale, PuntoCritico, Roma, 2021